# Episodi di Saved
La prima e unica stagione di Saved, composta da 13 episodi, è stata trasmessa negli Stati Uniti su TNT dal 12 giugno 2006 al 4 settembre 2006.
In Italia è andata in onda su Italia 1 dal 12 settembre 2007 al 13 novembre 2007.
| nº | Titolo originale       | Titolo italiano        | Prima TV USA     | Prima TV Italia   |
| -- | ---------------------- | ---------------------- | ---------------- | ----------------- |
| 1  | A Day in the Life      | Un giorno di vita      | 12 giugno 2006   | 12 settembre 2007 |
| 2  | The Lady & the Tiger   | Falsi idoli            | 19 giugno 2006   | 19 settembre 2007 |
| 3  | Living Dead            | Notti di luna piena    | 26 giugno 2006   | 3 ottobre 2007    |
| 4  | Fog                    | Nebbia                 | 3 luglio 2006    | 8 ottobre 2007    |
| 5  | Family                 | Compleanno in famiglia | 10 luglio 2006   | 10 ottobre 2007   |
| 6  | Cowboys & Independents | Senza scrupoli         | 17 luglio 2006   | 16 ottobre 2007   |
| 7  | Who Do You Trust?      | Tramonti               | 24 luglio 2006   | 23 ottobre 2007   |
| 8  | Secrets and Lies       | Segreti e bugie        | 31 luglio 2006   | 30 ottobre 2007   |
| 9  | Triage                 | Triage                 | 7 agosto 2006    | 30 ottobre 2007   |
| 10 | A Shock to the System  | Vivere o morire        | 14 agosto 2006   | 6 novembre 2007   |
| 11 | Code Zero              | Codice zero            | 21 agosto 2006   | 6 novembre 2007   |
| 12 | Tango                  | Tango                  | 28 agosto 2006   | 13 novembre 2007  |
| 13 | Crossroads             | Bivi                   | 4 settembre 2006 | 13 novembre 2007  |